# Crocodylus johnsoni
Il coccodrillo di Johnson (Crocodylus johnsoni), noto anche come coccodrillo d'acqua dolce australiano (in inglese Australian freshwater crocodile, da cui il nomignolo di freshie), è un Crocodilide endemico dell'Australia. Comune abitante delle regioni settentrionali del continente, è molto più piccolo dell'altra specie australiana, il coccodrillo marino (Saltwater crocodile, il cosiddetto salty), responsabile di molti attacchi all'uomo.
Nonostante possano mordere se vengono disturbati o se si sentono in pericolo, i coccodrilli di Johnston non hanno la reputazione di mangiatori di uomini, anche per il fatto che le loro mascelle sono troppo piccole per ferire gravemente una persona. Quando sono intenti a prendere bagni di sole sulla riva non si curano quasi mai dell'uomo e possono pertanto essere avvicinati con facilità.

## Descrizione
Il coccodrillo di Johnston è una specie piuttosto piccola. I maschi possono raggiungere i 3 metri di lunghezza, mentre le femmine non superano mai i 2,1 metri. Sebbene raggiunga discrete dimensioni, è più leggero rispetto ad altre specie e arriva a pesare 91 kg. Il corpo è di color marrone chiaro, ma dal collo alla coda è segnato da fasce più scure. Alcuni esemplari presentano queste bande anche sul muso. Le scaglie che ricoprono questo animale sono molto grandi e soprattutto quelle sul dorso sono piuttosto larghe e appuntite. Sui fianchi e sul lato esterno degli arti, invece, si fanno più rotondeggianti.

## Distribuzione e habitat

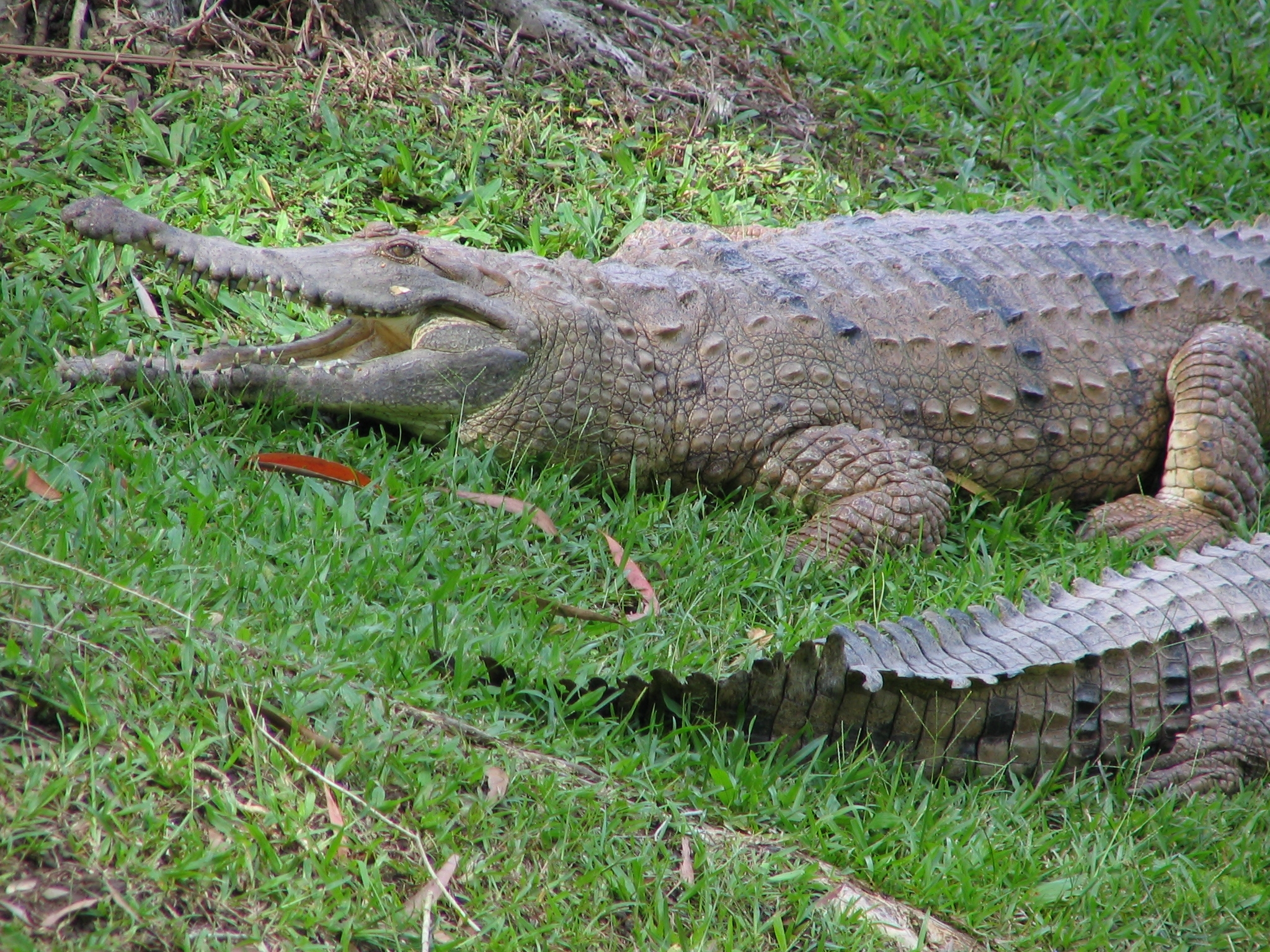
Un coccodrillo di Johnson.

Il coccodrillo di Johnston è diffuso negli Stati dell'Australia Occidentale, del Queensland e del Territorio del Nord, dove si può incontrare con facilità nelle zone umide d'acqua dolce, nei billabong, nei fiumi e nei torrenti. Proprio per la sua propensione ad ambienti dulciacquicoli non entra in competizione con i coccodrilli marini, nonostante talvolta si spinga in acque salmastre. La dieta degli esemplari adulti è costituita da uccelli, pipistrelli, rettili, anfibi e pesci.